# Новая Богдановка
Новая Богдановка (рум. Bogdanovca Nouă) — село в Чимишлийском районе Молдовы. Наряду с сёлами Старая Богдановка и Димитровка входит в состав города Чимишлия.

## География
Село расположено на высоте 78 метров над уровнем моря.

## Население
По данным переписи населения 2004 года, в селе Богдановка Ноуэ проживает 233 человека (121 мужчина, 112 женщины).
Этнический состав села:
| Национальность | Число жителей | Процентный состав |
| -------------- | ------------- | ----------------- |
| украинцы       | 175           | 75.11             |
| молдаване      | 38            | 16.31             |
| русские        | 8             | 3.43              |
| гагаузы        | 4             | 1.72              |
| болгары        | 4             | 1.72              |
| прочие         | 4             | 1.72              |
| Всего          | 233           | 100%              |